# Spider Glacier
Der Spider Glacier (dt. „Spinnen-Gletscher“) ist ein Gletscher im Wenatchee National Forest im US-Bundesstaat Washington und liegt nördlich des Spider Mountain. Der Spider Glacier ist 0,30 mi (0,48 km) lang und erstreckt sich über 0,90 mi (1,4 km) quer über die Nordseite des Spider Mountain. Der Spider Glacier wird von einem Grat vom Middle-Cascade-Gletscher im Westen getrennt.
Es gibt einen weiteren Gletscher desselben Namens, etwa 30 km südsüdöstlich in der Phelps Ridge.